# Radar pierwotny
Radar pierwotny ang. Primary Surveillance Radar w skrócie PSR – rodzaj radaru aktywnego, który wykorzystuje energię fal radarowych, odbitych od obiektów znajdujących się w jego zasięgu.